# Knooppunt Hattemerbroek
Der Knooppunt Hattemerbroek ist ein Autobahnkreuz in der niederländischen Provinz Gelderland im Westen der Gemeinde Hattem bei Zwolle. Es verbindet den Rijksweg 28 (A28: Utrecht–Zwolle–Assen–Groningen) mit dem Rijksweg 50 (A50, N50: Emmeloord–Zwolle–Arnhem–Eindhoven).
Benannt ist das Autobahnkreuz nach dem gleichnamigen Dorf Hattemerbroek, das etwa 1 km entfernt liegt.

## Geschichte

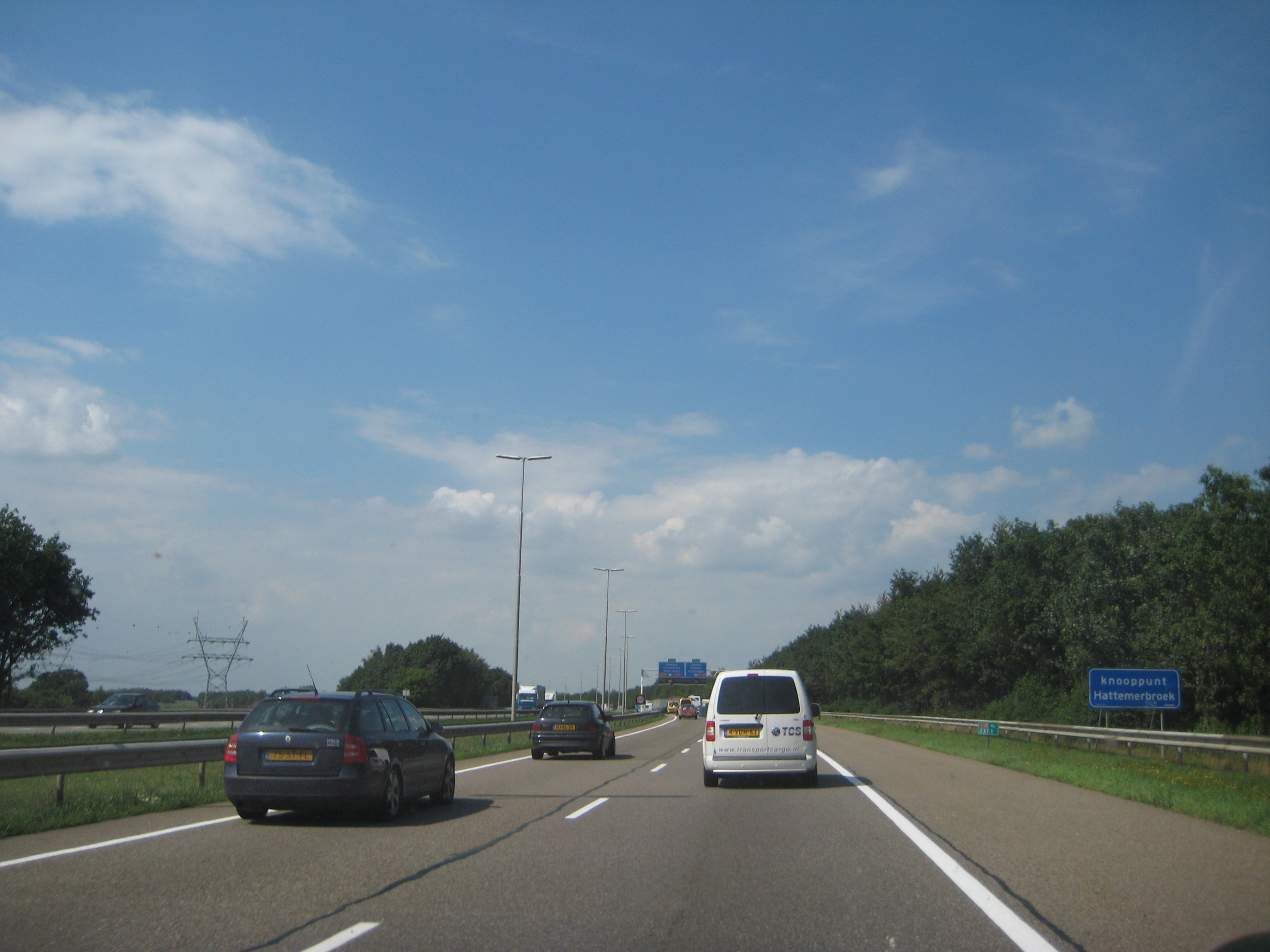
Die A50 vor dem Knooppunt Hattemerbroek

Der Knooppunt Hattemerbroek wurde am 21. November 1977 mit der Fertigstellung des Teilstückes der A50 zwischen Apeldoorn und dem Knooppunt Hattemerbroek für den Verkehr freigegeben. Zuvor war bereits bis zum 14. November 1958 die A28 in diesem Abschnitt errichtet worden.
Im Jahre 1985 wurde das damalige Autobahndreieck, mit Beginn der Bauarbeiten an der N50 zwischen dem Knooppunt Hattemerbroek und Kampen, zu einem Autobahnkreuz erweitert. Am 4. Oktober 1988 wurde das zweispurige Teilstück für den Verkehr freigeben.
Ende 2009 wurde das Autobahnkreuz kurzzeitig falsch beschildert. Die A28 Richtung Zwolle wurde beispielsweise als A50 Richtung Zwolle beschildert. 

## Bauform
Das Autobahnkreuz ist hauptsächlich in der Kleeblattform gebaut, verfügt aber über eine Turbinenform ähnliche Verbindungsrampe. Die Turbinenform ähnliche Verbindungsrampe sowie die Verbindungsrampe aus Richtung Süden kommend Richtung Zwolle sind jeweils zweispurig ausgebaut. Alle anderen Verbindungsrampen sind einspurig.